# Frente Justicia, Unión y Libertad
El Frente Justicia, Unión y Libertad (FREJULI) fue una alianza electoral de grupos peronistas federales de derecha o centroderecha creada en 2007 luego del Congreso Nacional Justicialista de Potrero de los Funes, el cual fue encabezado por los hermanos Alberto y  Adolfo Rodríguez Saá -San Luis-, Ramón Puerta -Provincia de Misiones- y el expresidente Carlos Menem. 
Este grupo pretendió originalmente presentarse a elecciones con el sello del Partido Justicialista, denominación bajo la cual lanzaron su campaña. Sin embargo, tras un fallo adverso de la Justicia, se vieron forzados a utilizar otra sigla. Optaron por la denominación "Frente Justicia, Unión y Libertad" para utilizar la sigla FREJULI y así remitir al Frente Justicialista de Liberación Nacional (FREJULI), alianza electoral desaparecida del año 1972-1973 que ganara las dos elecciones presidenciales de 1973.
El FREJULI fue conformado básicamente alrededor de la idea denominada como "Peronismo Histórico", de un fuerte corte ortodoxo, frente al "relativismo" y "transversalismo" propio del Frente para la Victoria. Así, el FREJULI contó desde un inicio con el apoyo de agrupaciones políticas, partidos y frentes[¿quién?]que se identifican con el peronismo tradicional.[cita requerida]

## Candidatos
En las Elecciones Presidenciales argentinas de 2007 presentó como candidato a Presidente de la Nación a Alberto Rodríguez Saá, actual gobernador de la Provincia de San Luis, acompañado por Héctor María Maya, vocero del candidato presidencial.
En la Ciudad de Buenos Aires presentó como candidato a Diputado Nacional a Guillermo Tarapow (excapitán del rompehielos ARA Almirante Irízar) y como candidato a Senador Nacional a Juan Archibaldo Lanús. También recibió el apoyo de la Unión de Centro Democrático, quien postuló a Jorge Pereyra de Olazábal como candidato a Diputado Nacional; así como también del Partido Autonomista, que llevó a Gustavo Llaver como candidato a Diputado Nacional
En la Provincia de Buenos Aires presentó como candidato a gobernador a Alieto Guadagni, a vicegobernadora a Teresa González Fernández; y a Irma Roy como candidata a diputada nacional.[cita requerida]
El lema de campaña nacional del FREJULI fue: Otro país es posible. En la Ciudad de Buenos Aires, la candidatura a Diputado Nacional de Guillermo Tarapow tuvo el lema "los peronistas nunca abandonamos el barco".[cita requerida]